# Chimalpahin
Domingo Francisco de San Antón Muñón Chimalpahin Quauhtlehuanitzin (1579., Amecameca de Juárez, Chalco – 1660., Ciudad de México), obično poznat kao Chimalpain ili Chimalpahin, bio je meksički povjesničar. Njegova astečka imena (izgovor: [tʃiːmaɬˈpaː.in kʷaːʍtɬeːwaˈnitsin]) na nahuatlu znače „trči brzo sa štitom“ i „orao koji se uzdiže“. Navodno je bio plemićkog podrijetla.
On je mnogo pisao o povijesti Meksika te je zabilježio imena mnogih meksičkih vladara.
Njegova su glavna djela:
- Relaciones (Anales)
- Diferentes historias originales (Relaciones originales)

Pisao je na nahuatlu i na španjolskom.
Njegovi su rukopisi postali vlasništvo Carlosa de Sigüenze y Góngore.